# Stéphane Lefebvre
Stéphane Lefebvre (Nœux-les-Mines, Francia, 16 de marzo de 1992) es un piloto de rally francés que compite en el Campeonato del Mundo de Rally.
Ganó el Campeonato del Mundo de Rally-3 y el Campeonato del Mundo Junior de Rally en la temporada 2014, y consiguió sus primeros puntos en el 33. ADAC Rallye Deutschland 2015, en su primera vez pilotando un World Rally Car.

## Trayectoria
En 2017, Lefebvre fue escogido por el Citroën Total Abu Dhabi WRT para ser unos de los pilotos que manearian el nuevo Citroën C3 WRC. Lefebvre realizó un programa parcial de siete rallyes con el C3 WRC, logrando su mejor resultado en el Rally de Polonia en donde igualo su mejor resultado en el mundial al terminar en la quinta posición. Lefebvre disputó el Rally de Suecia en un Citroën DS3 WRC de vieja generación debido a que solo habían construidos dos Citroën C3 WRC que pilotarón en esta prueba Kris Meeke y Craig Breen.
En 2018, Lefebvre fue degradado por Citroën al WRC-2 para pilotar el nuevo Citroën C3 R5 que él ayudó a desarrollar, con el objetivo de luchar por el título. En su primera carrera en el WRC-2 en Córcega, Lefebvre ganó dos etapas en la primera jornada y en el comienzo de la segunda jornada, un problema de frenos hizo que tuviera un accidente terminando su participación en el rally de la peor manera. En Portugal, Lefebvre ganó dos etapas manteniéndose durante gran parte del rally en la tercera posición, posición en la cual terminó. Luego de su podio, Lefebvre albergo resultados decentes y malos terminandó el campeonato en la 13.º posición con 33 puntos.
Lefebvre se quedó sin lugar en el campeonato para la temporada 2019, por esa razón e centro en las competiciones nacionales: disputó pruebas del Nacional Francés de Tierra y Asfalto, además de disputar la Copa de Francia de Rally. Lefebvre disputó solo una prueba del mundial, el Rally de Alemania en la categoría WRC-2. En Alemania, Lefebvre mostró su mejor versión: terminó el primer día como líder en su categoría, aunque no pudo terminar de concretar esta gran actuación al tener que abandonar debido a un accidente al comienzo del segundo día de competición.
En 2020, Lefebvre solo disputó el Rallye Le Touquet - Pas-de-Calais antes que la pandemia de COVID-19 paralizará el mundo. Luego del varios meses de inactividad, Lefebvre disputó el Rallye Régional Le Béthunois y luego de ese rally, participó de la última fecha de la temporada de Campeonato Mundial de Rally en el Rally Monza. En Monza, Lefebvre hizo un gran papel sobre su Citroën C3 R5 terminando el rally 12.º en solo su tercer rally del año.

## Palmarés

### Títulos
| Año  | Título                    | Automóvil       | Copiloto      |
| ---- | ------------------------- | --------------- | ------------- |
| 2014 | Campeonato Mundial Junior | Citroën DS3 R3T | Thomas Dubois |
| 2014 | Campeón del WRC3          | Citroën DS3 R3T | Thomas Dubois |

### Victorias

#### Victorias en el WRC-2
| # | Rally                                 | Temp. | Copiloto        | Auto              |
| - | ------------------------------------- | ----- | --------------- | ----------------- |
| 1 | 83ème Rally Automobile de Monte Carlo | 2015  | Stephane Prevot | Citroën DS3 R5    |
| 2 | 57. Ardeca Ypres Rally Belgium        | 2022  | Andy Malfoy     | Citroën C3 Rally2 |

#### Victorias en el WRC-3
| # | Rally                           | Temp. | Copiloto      | Auto            |
| - | ------------------------------- | ----- | ------------- | --------------- |
| 1 | 48.º Vodafone Rally de Portugal | 2014  | Thomas Dubois | Citroën DS3 R3T |
| 2 | 71. Lotos Rally Poland          | 2014  | Thomas Dubois | Citroën DS3 R3T |
| 3 | 32. ADAC Rallye Deutschland     | 2014  | Thomas Dubois | Citroën DS3 R3T |

## Estadísticas

### Resultados en el Campeonato Mundial de Rally
| Año  | Equipo                      | Coche                  | 1       | 2       | 3       | 4       | 5      | 6      | 7       | 8      | 9       | 10      | 11     | 12      | 13      | 14    | Pos. | Puntos |
| ---- | --------------------------- | ---------------------- | ------- | ------- | ------- | ------- | ------ | ------ | ------- | ------ | ------- | ------- | ------ | ------- | ------- | ----- | ---- | ------ |
| 2013 | Equipe de France FFSA       | Peugeot 208 R2         | MON     | SWE     | MEX     | POR     | ARG    | GRE    | ITA     | FIN    | GER     | AUS     | FRA 20 | ESP     | GBR     |       | -    | 0      |
| 2014 | Stéphane Lefebvre           | Citroën DS3 R3T        | MON     | SWE     | MEX     | POR 26  | ARG    | ITA    | POL 19  | FIN 45 | GER 19  | AUS     | FRA EX |         |         |       | -    | 0      |
| 2014 | Stéphane Lefebvre           | Citroën DS3 R5         |         |         |         |         |        |        |         |        |         |         |        | ESP Ret | GBR 35  |       | -    | 0      |
| 2015 | PH-Sport                    | Citroën DS3 R5         | MON 12  | SWE Ret | MEX Ret | ARG Ret | POR 15 |        |         |        |         |         |        |         |         |       | 19.º | 5      |
| 2015 | PH-Sport                    | Citroën DS3 RRC        |         |         |         |         |        | ITA 26 | POL Ret | FIN EX |         |         |        |         |         |       | 19.º | 5      |
| 2015 | PH-Sport                    | Citroën DS3 WRC        |         |         |         |         |        |        |         |        |         |         |        | ESP 50  |         |       | 19.º | 5      |
| 2015 | Citroën Total Abu Dhabi WRT | Citroën DS3 WRC        |         |         |         |         |        |        |         |        | GER 10  | AUS 13  | FRA 11 |         | GBR 8   |       | 19.º | 5      |
| 2016 | Abu Dhabi Total WRT         | Citroën DS3 WRC        | MON 5   | SWE     | MEX     | ARG     | POR 35 | ITA    | POL 9   | FIN    |         | CHN C   | FRA    | ESP     | GBR 9   | AUS   | 13.º | 14     |
| 2016 | Stéphane Lefebvre           | Citroën DS3 WRC        |         |         |         |         |        |        |         |        | GER Ret |         |        |         |         |       | 13.º | 14     |
| 2017 | Citroën Total Abu Dhabi WRT | Citroën C3 WRC         | MON 9   |         | MEX 15  | FRA 50  | ARG    | POR 13 | ITA     | POL 5  | FIN     | GER     | ESP 6  | GBR     | AUS Ret |       | 13.º | 30     |
| 2017 | Citroën Total Abu Dhabi WRT | Citroën DS3 WRC        |         | SWE 8   |         |         |        |        |         |        |         |         |        |         |         |       | 13.º | 30     |
| 2018 | Citroën Total Rallye Team   | Citroën C3 R5          | MON     | SWE     | MEX     | FRA Ret | ARG    | POR 10 | ITA 24  | FIN 44 | GER 16  | TUR     | GBR 13 | ESP 32  | AUS     |       | 29.º | 1      |
| 2019 | Stéphane Lefebvre           | VW Polo GTI R5         | MON     | SWE     | MEX     | FRA     | ARG    | CHL    | POR     | ITA    | FIN     | GER Ret | TUR    | GBR     | ESP     | AUS C | -    | 0      |
| 2020 | D-Max Swiss                 | Citroën C3 R5          | MON     | SWE     | MEX     | EST     | TUR    | ITA    | MNZ 12  |        |         |         |        |         |         |       | -    | 0      |
| 2021 | Stéphane Lefebvre           | Citroën C3 Rally2      | MON     | ART     | CRO     | POR     | ITA    | SAF    | EST     | BEL    | GRE     | FIN     | ESP    | MNZ 18  |         |       | -    | 0      |
| 2022 | DG Sport                    | Citroën C3 Rally2      | MON Ret | SWE     |         |         | ITA    | SAF    | EST     | FIN    |         | GRE     | NZL    | ESP     | JPN     |       | 19.º | 8      |
| 2022 | Stéphane Lefebvre           | Citroën C3 Rally2      |         |         | CRO 12  | POR WD  |        |        |         |        | BEL 6   |         |        |         |         |       | 19.º | 8      |
| 2023 | Stéphane Lefebvre           | Citroën C3 Rally2      | MON 18  | SWE     | MEX     | CRO     | POR    | ITA    | SAF     | EST    | FIN     | GRE     | CHL    | EUR     | JPN     |       | -    | 0      |
| 2024 | Stéphane Lefebvre           | Toyota GR Yaris Rally2 | MON     | SWE     | SAF     | CRO     | POR    | ITA    | POL     | LAT    | FIN     | GRE     | CHL    | EUR     | JPN     |       | -.º  | -      |

- * Temporada en curso.

### Resultados en el WRC-2
| Año  | Equipo                    | Coche                  | 1       | 2   | 3       | 4       | 5     | 6      | 7       | 8      | 9     | 10      | 11    | 12      | 13     | 14    | Pos. | Puntos |
| ---- | ------------------------- | ---------------------- | ------- | --- | ------- | ------- | ----- | ------ | ------- | ------ | ----- | ------- | ----- | ------- | ------ | ----- | ---- | ------ |
| 2014 | Stéphane Lefebvre         | Citroën DS3 R5         | MON     | SWE | MEX     | ARG     | POR   | ITA    | POL     | FIN    | GER   | AUS     | FRA   | ESP Ret | GBR 11 |       | -    | 0      |
| 2015 | PH Sport                  | Citroën DS3 R5         | MON 1   | SWE | MEX Ret | ARG     | POR 5 |        |         |        |       |         |       |         |        |       | 14.º | 35     |
| 2015 | PH Sport                  | Citroën DS3 RRC        |         |     |         |         |       | ITA 15 | POL Ret | FIN EX | GER   | AUS     | FRA   | ESP     | GBR    |       | 14.º | 35     |
| 2018 | Citroën Total Rallye Team | Citroën C3 R5          | MON     | SWE | MEX     | FRA Ret | ARG   | POR 3  | ITA 8   | FIN 13 | GER 8 | TUR     | GBR 5 | ESP 15  | AUS    |       | 13.º | 33     |
| 2019 | Stéphane Lefebvre         | VW Polo GTI R5         | MON     | SWE | MEX     | FRA     | ARG   | CHL    | POR     | ITA    | FIN   | GER Ret | TUR   | GBR     | ESP    | AUS C | -    | 0      |
| 2022 | DG Sport                  | Citroën C3 Rally2      | MON Ret | SWE |         |         | ITA   | SAF    | EST     | FIN    |       | GRE     | NZL   | ESP     | JPN    |       | 8.º  | 36     |
| 2022 | Stéphane Lefebvre         | Citroën C3 Rally2      |         |     | CRO 6   | POR WD  |       |        |         |        | BEL 1 |         |       |         |        |       | 8.º  | 36     |
| 2023 | Stéphane Lefebvre         | Citroën C3 Rally2      | MON 9   | SWE | MEX     | CRO     | POR   | ITA    | SAF     | EST    | FIN   | GRE     | CHL   | EUR     | JPN    |       | 42.º | 3      |
| 2024 | Stéphane Lefebvre         | Toyota GR Yaris Rally2 | MON     | SWE | SAF     | CRO     | POR   | ITA    | POL     | LAT    | FIN   | GRE     | CHL   | EUR     | JPN    |       | -.º  | -      |

### Resultados en el WRC-3
| Año  | Equipo            | Coche           | 1   | 2   | 3   | 4     | 5   | 6   | 7     | 8     | 9     | 10  | 11     | 12  | 13  | Pos. | Puntos |
| ---- | ----------------- | --------------- | --- | --- | --- | ----- | --- | --- | ----- | ----- | ----- | --- | ------ | --- | --- | ---- | ------ |
| 2014 | Stéphane Lefebvre | Citroën DS3 R3T | MON | SWE | MEX | POR 1 | ARG | ITA | POL 1 | FIN 8 | GER 1 | AUS | FRA EX | ESP | GBR | 1.º  | 79     |

### Resultados en el JWRC
| Año  | Equipo            | Coche           | 1     | 2     | 3     | 4     | 5     | 6   | Pos. | Puntos |
| ---- | ----------------- | --------------- | ----- | ----- | ----- | ----- | ----- | --- | ---- | ------ |
| 2014 | Stéphane Lefebvre | Citroën DS3 R3T | POR 1 | POL 1 | FIN 7 | GER 1 | FRA 4 | GBR | 1.º  | 93     |

| Predecesor: Pontus Tidemand      | Campeón del JWRC 2014  | Sucesor: Quentin Gilbert |
| Predecesor: Sébastien Chardonnet | Campeón del WRC-3 2014 | Sucesor: Quentin Gilbert |